# Sybra medioguttata
Sybra medioguttata är en skalbaggsart som beskrevs av Stefan von Breuning 1942. Sybra medioguttata ingår i släktet Sybra och familjen långhorningar. Inga underarter finns listade i Catalogue of Life.